# Dosed
Dosed е сингъл на американската рок група Ред Хот Чили Пепърс. Това е четвъртият издаден сингъл от албума By the Way. Издаден е като сингъл единствено в САЩ и Канада.
Песента се изкачва до номер 13 в класацията U.S. Alternative Songs. Вокалите се изпълняват от Джон Фрушанте и Антъни Кийдис. В сингълът могат да се чуят китарните сола на 4 различни китари.